# Estação Ferroviária de Campolide
A Estação Ferroviária de Campolide situa-se em Lisboa, Portugal. É servida por comboios suburbanos da CP Lisboa (Linha de Sintra e Linha da Azambuja) e da Fertagus. É um importante nó ferroviário, onde se cruzam e/ou têm início as Linhas do Sul, de Cintura e de Sintra. A estação original de Campolide entrou ao serviço em 1891.

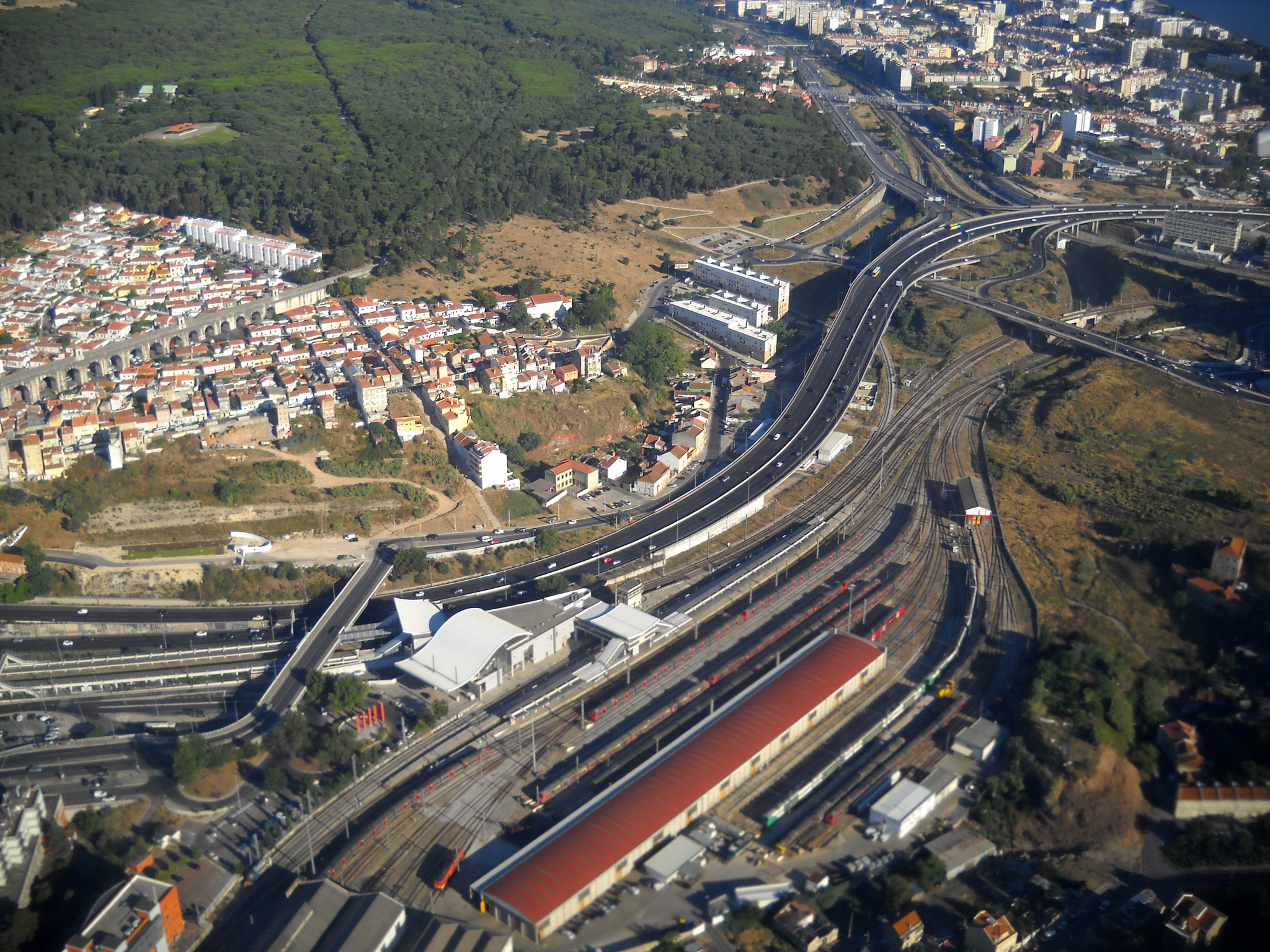
Vista aérea da estação, em 2012.

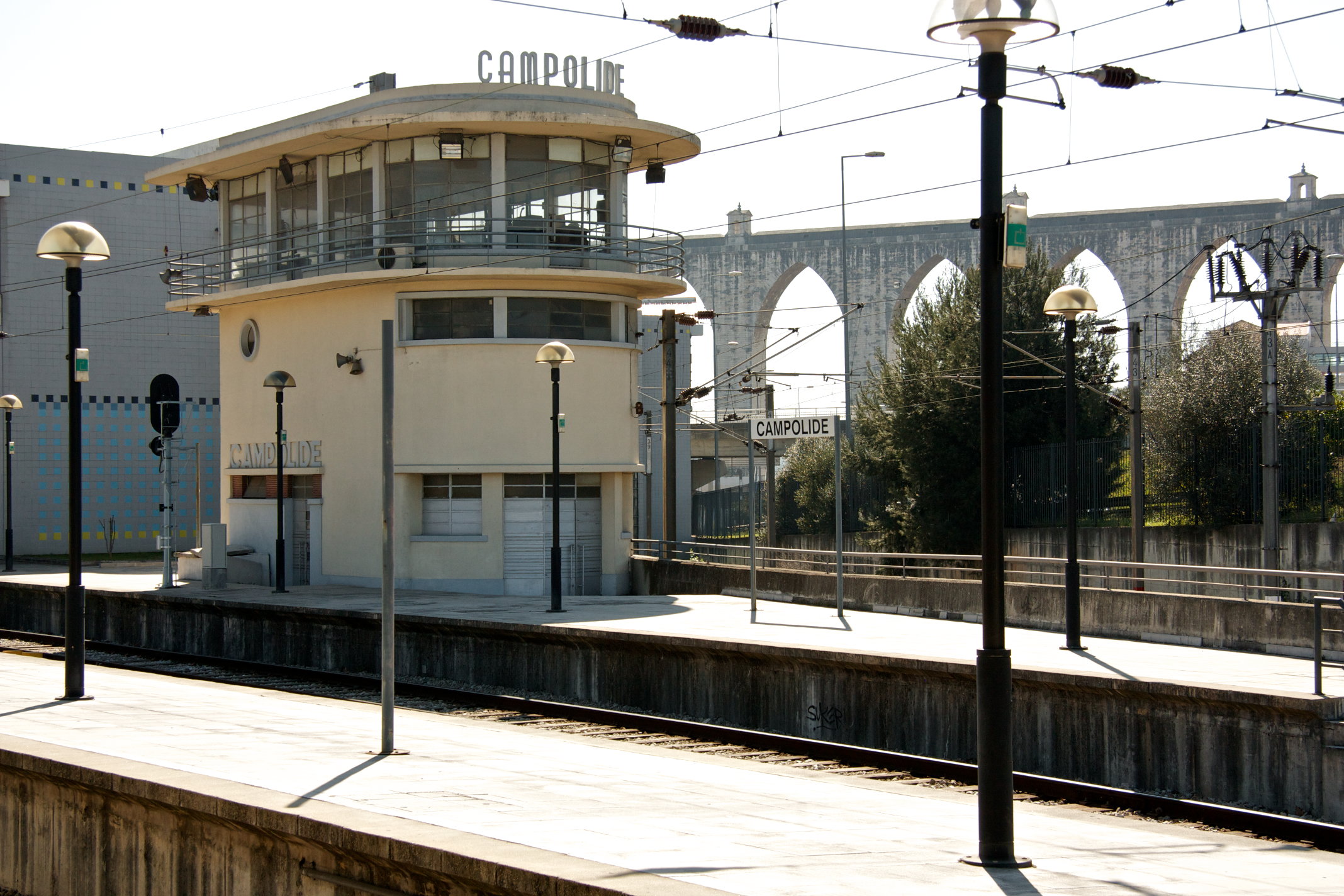
Torre de controlo, de Cottinelli Telmo.

## Descrição

### Localização e acessos
Apesar de se situar na freguesia de Campolide, a estação ainda se distancia do centro do bairro epónimo, sendo o bairro mais próximo o da Liberdade e da Serafina. A ligação do bairro de Campolide à estação de Campolide faz-se através da carreira 702 da Carris. Tem acesso pelo Largo da Estação, com ligações à Calçada da Estação e a Avenida Calouste Gulbenkian.

### Infraestrutura
| Esta interface dispõe de duas gares: Campolide, na Linha de Sintra, e Campolide A, na Linha de Cintura e na Linha do Sul (término). Nos terrenos anexos existe ainda um vasto parque de manobras e estacionamento, e as oficinas da EMEF Campolide. Situam-se ainda neste complexo ferroviário o portal norte do Túnel do Rossio, e o acesso ferroviário à Ponte 25 de Abril. A estações seguintes são: - na Linha de Sintra (Campolide): Rossio (sentido Rossio) e Benfica (sentido Sintra); - na Linha do Sul (Campolide A): Pragal (sentido Setúbal); - na Linha de Cintura (Campolide A): Alcântara-Terra (sentido Alcântara) e Sete Rios (sentido Braço de Prata). Existe ainda uma concordância para tráfego direto entre Campolide A e Benfica. Campolide / Campolide A situa-se no vértice do triângulo ferroviário topologicamente oposto à Concordância de Sete Rios, que liga as estações de Sete Rios (Linha de Cintura) e Benfica (Linha de Sintra). |

Faz parte de um conjunto de quatro estações ferroviárias no centro de Lisboa, terminais das ligações radiais:
- Lisboa - Santa Apolónia (terminal da Linha do Norte - suburbana, regional, intercidades, internacional)
- Lisboa - Rossio (terminal da Linha de Sintra - suburbana)
  - a montante: Campolide-A (terminal da Linha do Sul)
- Lisboa - Cais do Sodré (terminal da Linha de Cascais - suburbana)
- Lisboa - Sul e Sueste (terminal da Linha do Alentejo - suburbana, fluvial)

Estes quatro terminais encontram-se ligados entre si por intermédio de carreiras de transportes urbanos, operadas pela Carris e pelo Metro:
- Santa Apolónia ⇄ Sul e Sueste: Carris (206, 210, 728, 735, 759, 781, 782, 794) e Metro (Linha Azul)
- Santa Apolónia ⇄ Rossio: Carris (206, 759, 794) e Metro (Linha Azul)
- Santa Apolónia ⇄ Cais do Sodré: Carris (206, 210, 706, 735, 781, 782)
- Sul e Sueste ⇄ Rossio: Carris (206, 759, 794) e Metro (Linha Azul)
- Sul e Sueste ⇄ Cais do Sodré: Carris (206, 210, 735, 781, 782)
- Rossio ⇄ Cais do Sodré: Carris (206, 207, 736) e Metro (Linha Verde)

Em Janeiro de 2011, apresentava cinco vias de circulação, com 233 a 310 m de comprimento; as plataformas tinham 236 a 287 m de extensão, e 90 cm de altura.
A estação de Campolide conta com uma torre de controle, que foi desenhada por Cottinelli Telmo em 1940 e construída no mesmo ano.

## História

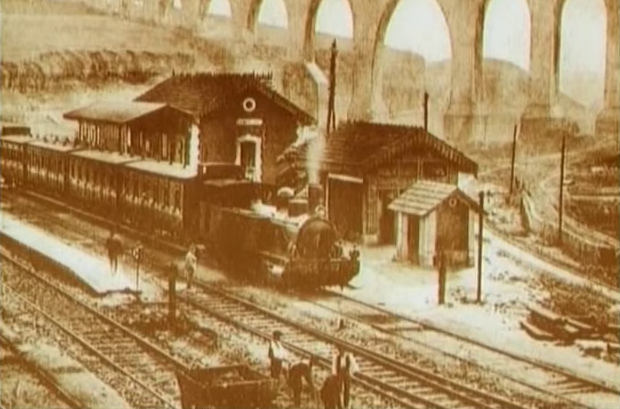
Estação original de Campolide.

### Século XIX
Em Janeiro de 1880, foi apresentada ao parlamento uma proposta para um contracto com a Companhia Real dos Caminhos de Ferro Portugueses, relativo à construção de uma linha desde a Santa Apolónia (Lisboa) até Pombal, seguindo pelo vale de Chelas e pela costa Oeste. No entanto, esta proposta não teve seguimento devido à queda do governo, pelo que em 31 de Janeiro de 1882 a Companhia Real fez um novo pedido, desta vez para um grupo de linhas unindo Alcântara à Figueira da Foz, Merceana, e Sintra. Um alvará de 7 de Julho de 1886 autorizou a Companhia Real dos Caminhos de Ferro Portugueses a construir um ramal entre a Benfica, na futura Linha do Oeste, e Xabregas, de forma a ligar as duas linhas. Outro alvará, de 23 de Junho de 1887, permitiu que a linha de união fosse desde logo construída em via dupla, e autorizou a construção de duas concordâncias, uma em Braço de Prata e outra de Campolide a Sete Rios, para facilitar o trânsito dos comboios para a futura estação central, a construir no Terreiro do Duque. Em 25 de Junho de 1887 iniciaram-se as obras do Túnel do Rossio, que ligaria Campolide à estação central, tendo a abertura sido feita a partir de duas frentes, a partir das bocas do túnel. Um alvará de 9 de Outubro desse ano autorizou a Companhia Real a construir um ramal em via dupla desde o Vale de Alcântara até à futura estação central. Entretanto, o troço original da Linha de Sintra, entre as estações de Sintra e Alcântara-Terra, abriu à exploração em 2 de Abril de 1887. Em 5 de Abril de 1889 foi inaugurado provisoriamente o túnel. Os primeiros comboios atravessaram o túnel em Maio de 1889, e tanto o túnel como a estação do Rossio foram inaugurados em Maio de 1891, e entraram ao serviço em 11 de Junho desse ano. Entretanto, a linha entre Xabregas e Benfica abriu em 20 de Maio de 1888, e em 5 de Setembro de 1891 foram abertas as duas concordâncias até Braço de Prata e Sete Rios.
Nos finais do século XIX, foi instalado em Campolide um sistema de sinalização e encravamento de agulas do tipo Saxby & Farmer, como parte de um programa da Companhia Real para modernizar a sinalização nas linhas suburbanas de Lisboa, devido ao acentuado aumento no tráfego.

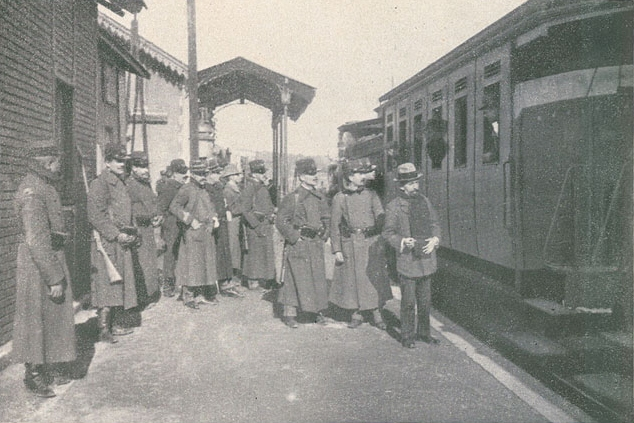
Guarda Republicana em Campolide, durante a greve de 1914.

Em 10 de Janeiro de 1894, a Companhia Real anunciou o concurso para a empreitada de construção de uma cocheira de locomotivas em Campolide, com a base de licitação em 4.200$00 Réis.

### Século XX

#### Décadas de 1900 e 1910
Em 16 de Maio de 1901, a Gazeta dos Caminhos de Ferro noticiou que uma comissão de moradores das povoações servidas pela Linha de Sintra tinha entregue um baixo-assinado à Companhia Real, de forma a providenciar uma ligação entre os comboios daquela linha e os de Cascais em Campolide, de forma a evitar que os passageiros pudessem ter acesso às praias ao longo daquela linha, sem passar pelo Rossio.
Em 16 de Junho de 1902, a Gazeta dos Caminhos de Ferro noticiou que tinha sido construída em Campolide uma junção transversal, permitindo a circulação directa dos comboios no sentido de Santa Apolónia e de Alcântara Terra. Em 4 de Dezembro de 1909, o rei D. Manuel II passou por Campolide na sua viagem de regresso a Portugal, vindo de França, tendo sido aclamado pelo povo na estação.
Em 14 de Janeiro de 1914, iniciou-se uma greve dos funcionários da Companhia dos Caminhos de Ferro Portugueses, que levaram à paralisação quase total dos comboios em Lisboa durante cerca de uma semana. Os grevistas fizeram vários actos de sabotagem, levando à ocupação das principais estações, incluindo o Rossio e Campolide, por parte da polícia e das forças militares. Na manhã do dia 15, o comboio 5003 saiu da estação do Rossio, com escolta militar, tendo demorado cerca de 40 minutos a chegar a Campolide, onde foi abalroado por um grupo de 300 grevistas, que insultaram o maquinista e obrigaram o comboio a parar. De tarde foi feita uma nova tentativa, com vários guardas armados dentro da cabina da locomotiva, tendo o comboio chegado sem incidentes a Campolide. A situação melhorou nos dias seguintes, mas voltou a deteriorar-se no dia 23, quando voltaram a ser feitos actos de violência, tendo um maquinista sido agredido em Campolide.

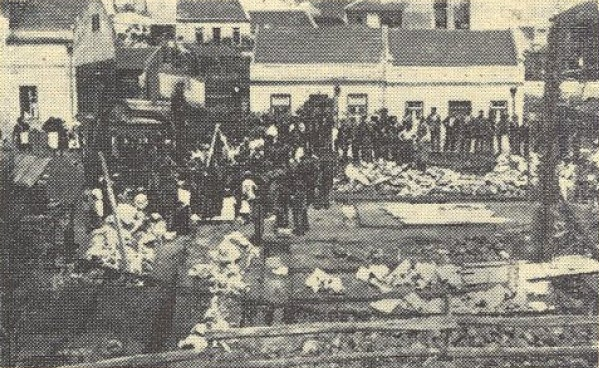
Lançamento da primeira pedra para a construção da Escola Vasconcellos Correia, em 16 de Abril de 1933.

#### Décadas de 1920 e 1930
Em 1920, foram ampliadas as oficinas de Campolide. Em 1925, entraram ao serviço as locomotivas da Série 601 a 608, que ficaram desde logo afectas ao depósito de Campolide, para fazer os comboios rápidos entre o Rossio e Vila Nova de Gaia.
Cerca de 1932, o arquitecto Cottinelli Telmo projectou a Escola Profissional de António Vasconcellos Correia, destinada ao Grupo Instrutivo Ferroviário de Campolide do Pessoal das Máquinas e Oficinas da CP, tendo o edifício sido inaugurado em 1934.
Um diploma do Ministério das Obras Públicas e Comunicações de 13 de Janeiro de 1937 aprovou o projecto da Companhia dos Caminhos de Ferro Portugueses para a expansão e modificação da estação de Campolide, e para uma variante na via descendente entre o Apeadeiro de Cruz da Pedra e Campolide. Em 1 de Julho desse ano, a Gazeta dos Caminhos de Ferro noticiou que já tinha sido reservada a quantia de cerca de 500 mil escudos para a modificação das vias férreas e das plataformas em Campolide, sendo um dos objectivos o descongestionamento dos comboios com origem e destino na estação do Rossio, prevendo-se que as obras seriam iniciadas ao fim de poucos dias.
Num artigo da Gazeta dos Caminhos de Ferro de 1 de Novembro de 1938, o jornalista José Fernando de Sousa propôs a electrificação do Túnel do Rossio, devido ao desconforto para os passageiros causado pelo material a vapor, sendo o material motor dos comboios trocado à passagem por Campolide. Nesse ano, a estação de Campolide foi alvo de grandes obras de modificação, por parte da Companhia dos Caminhos de Ferro Portugueses.
Em 1939, chegou a Portugal um conjunto de carruagens metálicas que tinham sido fabricadas pela casa americana Budd, tendo sido feitas várias viagens para testar o novo material, incluindo uma em 7 de Abril desse ano, de Campolide a Vila Nova de Gaia, que serviu para regular a futura marcha dos comboios rápidos. Foi utilizado um comboio formado pela locomotiva 501, um furgão e três carruagens, que demorou três horas e nove minutos na viagem, com paragens em Pampilhosa, Albergaria e Entroncamento. Em Agosto desse ano, ainda decorriam as obras de ampliação de Campolide, incluindo a modificação da linha para Sintra, de forma a deixarem de ser feitos cruzamentos de itinerários no interior do túnel. Nesse ano também foi montado o pontão de Campolide, sobre a variante à linha descendente para Sintra. No dia 1 de Agosto, reiniciou-se o comboio Sud Expresso, após um período de interrupção de três anos durante a Guerra Civil Espanhola, ligando Lisboa a Paris; este serviço tinha uma carruagem directa até Alcântara-Mar e Estoril, que era atrelada ou desatrelada do resto do comboio em Campolide.
O início da Segunda Guerra Mundial, em 1939, causou grandes restrições à importação de combustíveis, que atingiu tanto os caminhos de ferro como os automóveis. Desta forma, verificou-se uma ressurreição temporária dos veículos a tracção animal, que funcionavam em combinação com o transporte ferroviário, transportando passageiros, bagagens e mercadorias desde as estações até aos domicílios, como sucedeu em Campolide.

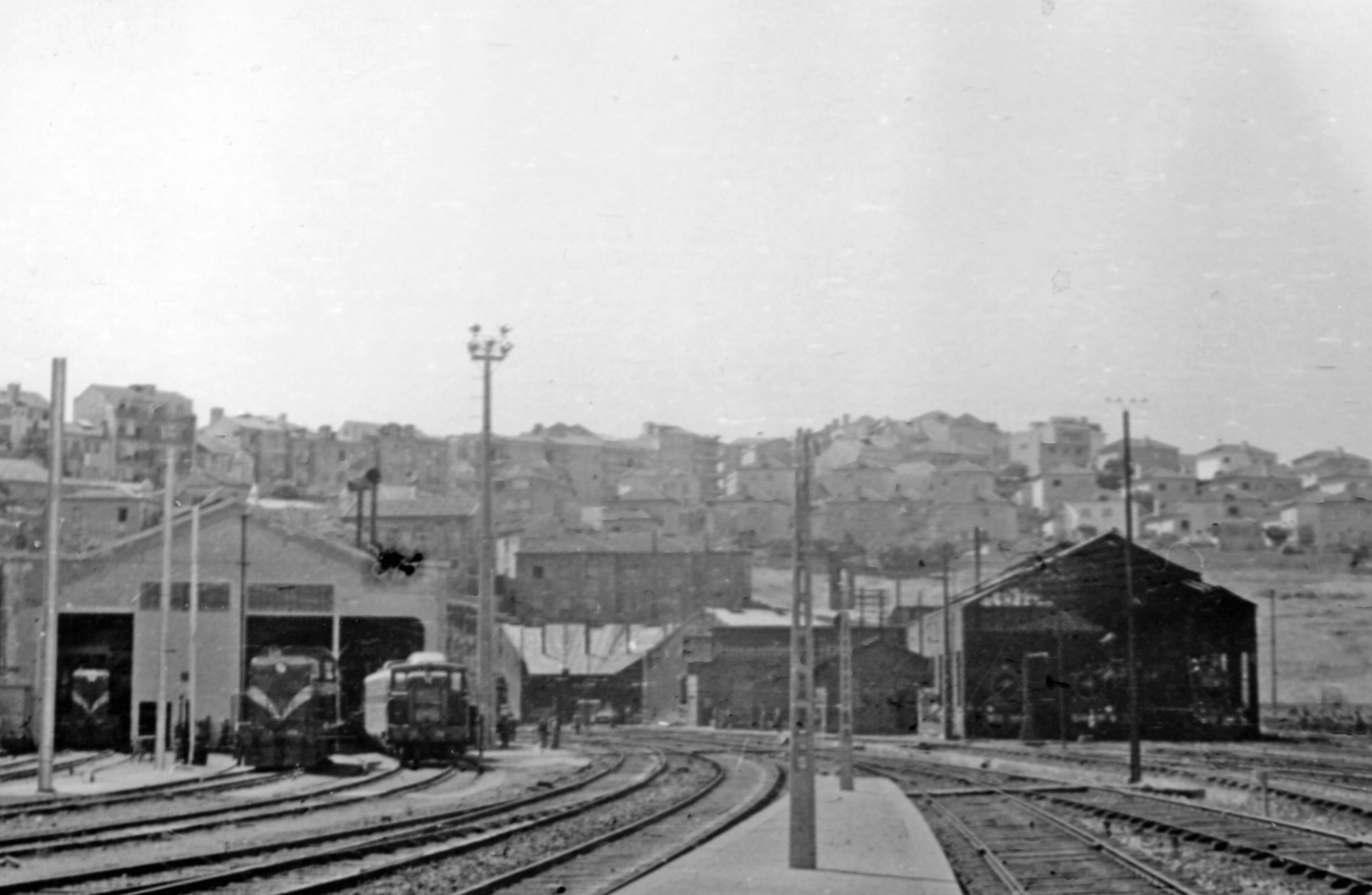
Estação de Campolide em 1956.

#### Décadas de 1940 e 1950
Em 16 de Junho de 1940, a Gazeta dos Caminhos de Ferro noticiou que a estação de Campolide estava em obras, incluindo a construção de um novo aqueduto e a instalação de novas vias férreas. Em 1940, foi concebida a torre de controle de Campolide, que foi um dos primeiros postos de sinalização electromecânica da Companhia Caminhos de Ferro Portugueses. Após a electrificação, os equipamentos já existentes foram integrados nos novos sistemas de controlo de tráfego. Esta obra fez parte de um conjunto de intervenções que a Companhia dos Caminhos de Ferro Portugueses fez para modernizar os seus sistemas de sinalização e de gestão de tráfego nas principais estações, que incluíram a construção de várias torres de controlo. A partir dos finais da década de 1940, a Companhia dos Caminhos de Ferro começou a adquirir material motor a gasóleo, tendo-se decidido montar em Campolide um posto oficinal destinado a este tipo de veículos. Em 16 de Setembro de  1948, a Gazeta dos Caminhos de Ferro relatou que já estava quase concluída a primeira oficina para a reparação do material a gasóleo, que seria completamente separada das que serviam as locomotivas a vapor. Em 1 de Abril de 1949, a Gazeta informou que tinham chegado mais quatro locotractoras, que já tinham sido transportadas para as oficinas de Campolide, e que iriam entrar ao serviço dentro de 60 dias. Em 30 de Junho desse ano, foi feito um comboio especial de Campolide para Sintra, para testar uma das novas locotractoras, experiência que contou com a presença de vários altos funcionários da companhia e do director da General Electric.

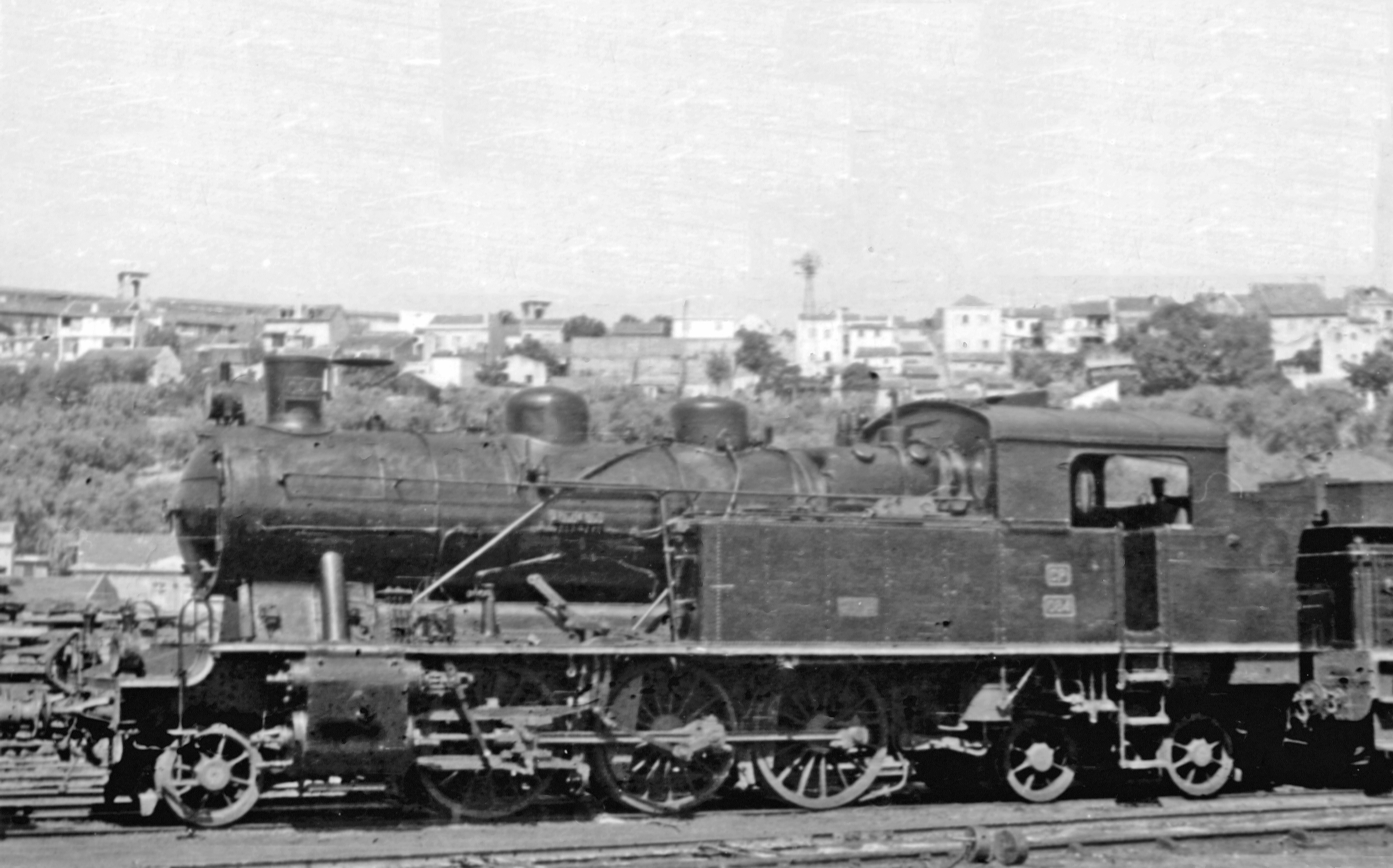
Locomotiva a vapor na estação de Campolide, em 1956.

Em 21 de Janeiro de 1950, foram feitas obras de adaptação na cocheira de Campolide, para servir de ponto de recolha para automotoras e locomotivas a gasóleo. Estas oficinas ganharam reputação internacional, tendo sido por diversas vezes visitadas por técnicos do estrangeiro, que vinham estudar o processo de substituição da frota a vapor pelo gasóleo, em linhas onde não se justificava a electrificação. Em Novembro de 1951, foi organizada a exposição de arte Os Pintores e o Caminho de Ferro na Gare do Rossio, tendo uma das obras apresentada sido Estação de Campolide, de Domingos Rebelo.
A Gazeta dos Caminhos de Ferro de 16 de Janeiro de 1953 noticiou que o deputado Pinho Brandão tinha discursado na Assembleia Nacional sobre o problema das comunicações ferroviárias entre Lisboa e a Margem Sul do Tejo, tendo-se proposto a construção de uma grande ponte sobre o Rio Tejo, que em Lisboa iria-se ligar à estação de Campolide. Em 1955, os comboios de passageiros de longo curso passaram a ser feitos em Santa Apolónia em vez do Rossio, e as locomotivas da Série 500 foram passadas para o depósito do Barreiro.
Em Março de 1955, o lanço entre Campolide e o Rossio foi temporariamente encerrado para as obras de electrificação, tendo os comboios sido desviados para as estações do estação do Rego e Sete Rios. Campolide deixou de ter serviços de passageiros, mas os de mercadorias continuaram a ser feitos como normal. Os serviços até ao Rossio foram retomados em 12 de Julho desse ano, após o final das obras no túnel.

#### Década de 1970
Em 1972, o Serviço de Estatística e Mecanografia da Companhia dos Caminhos de Ferro Portugueses foi transferido do Rossio para Campolide, onde foi ampliado com um novo computador IBM, que foi o primeiro na companhia a trabalhar com discos.
A capa do álbum Campolide, de Sérgio Godinho, editado em 1979, é ilustrada com uma foto mostrando o cantor na gare desta estação, em edifício entretanto demolido.

#### Década de 1990

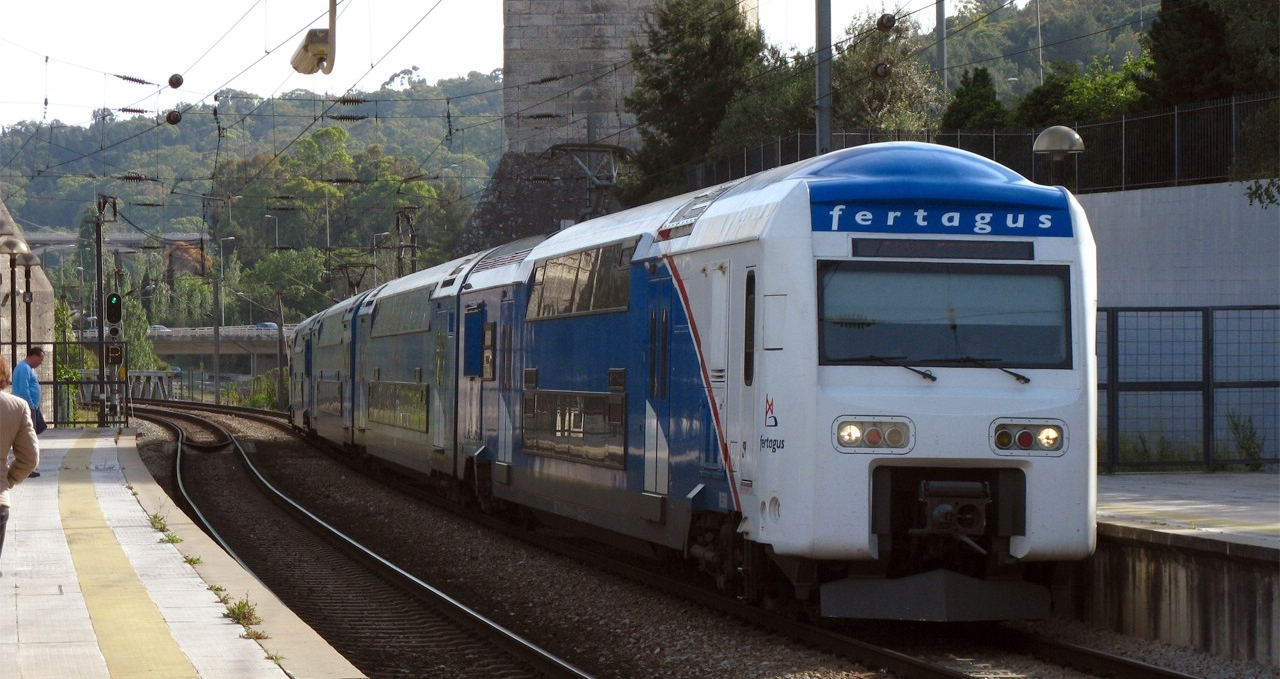
Automotora Fertagus 3500, em Campolide-A, em 2009.

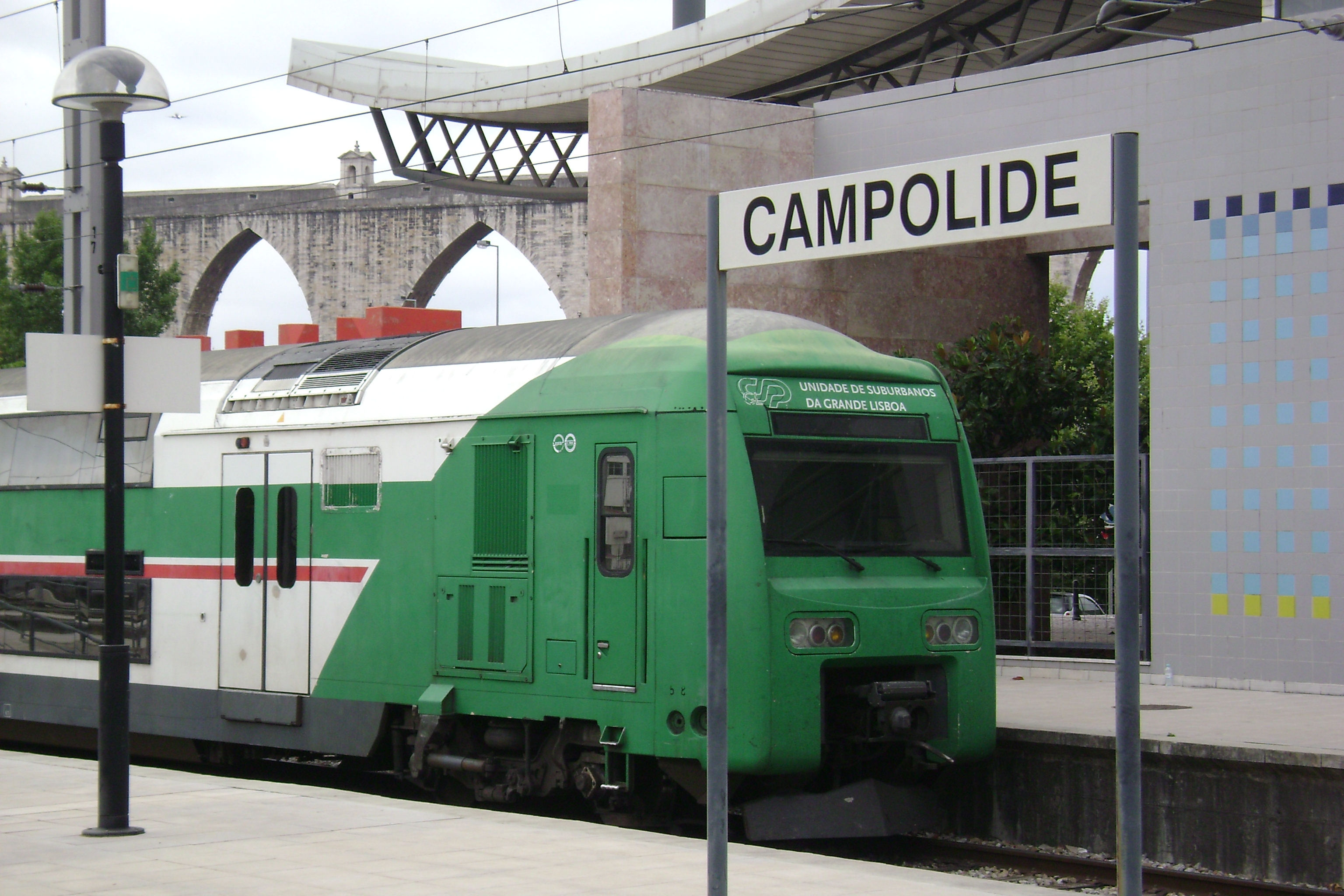
Automotora USGL 3500, em Campolide, em 2008.

Na década de 1990, iniciou-se um programa de melhoria da oferta na Linha de Sintra, que incluiu a remodelação e modernização das estações, introdução de novo material circulante, a modificação do sistema de sinalização com a instalação de um sistema centralizado de controlo de tráfego, e a quadruplicação da via férrea entre Campolide e o Cacém. Em 1992, entraram ao serviço novas automotoras quádruplas eléctricas, no lanço entre Campolide e Cacém da Linha de Sintra. Em 1996, estava em curso da primeira fase de execução do projecto de modernização da sinalização electrónica na Linha de Sintra, que previa a instalação de novos equipamentos, do tipo ESTW L 90, no lanço entre Campolide e Cacém, incluindo a via quádrupla. Todo o sistema de sinalização seria controlado a partir de um posto central de telecomando, no sistema CTC, a construir na estação de Campolide. Este centro de comando permitiu a concentração de quase todas as operações naquela área, aumentando as condições de qualidade, capacidade e serviço, e reduzindo os custos de operação. Este projecto foi lançado pelo GNFL - Gabinete do Nó Ferroviário de Lisboa, que também estava a planear a modernização e a construção da nova estação de Campolide, em conjunto com a Rede Ferroviária Nacional. Em 1995, algumas das locomotivas da Série 1200 estavam a fazer serviço de manobras em várias estações de Lisboa, incluindo Campolide.
O GNFL também dirigiu as obras para o Eixo Ferroviário Norte - Sul, correspondente à ligação entre as duas margens do Tejo, pela Ponte 25 de Abril Este empreendimento implicou a instalação de novos lanços de via férrea dupla electrificada entre Campolide e Pinhal Novo, e a construção de várias interfaces ferroviárias, incluindo uma nova gare em Campolide, que deveria estar ligada ao Metropolitano de Lisboa. A sinalização do Eixo Norte - Sul também seria controlada a partir de Campolide. Em 1996, já se tinha iniciado a construção de várias empreitadas deste projecto, incluindo o Viaduto de Campolide.

### Século XXI

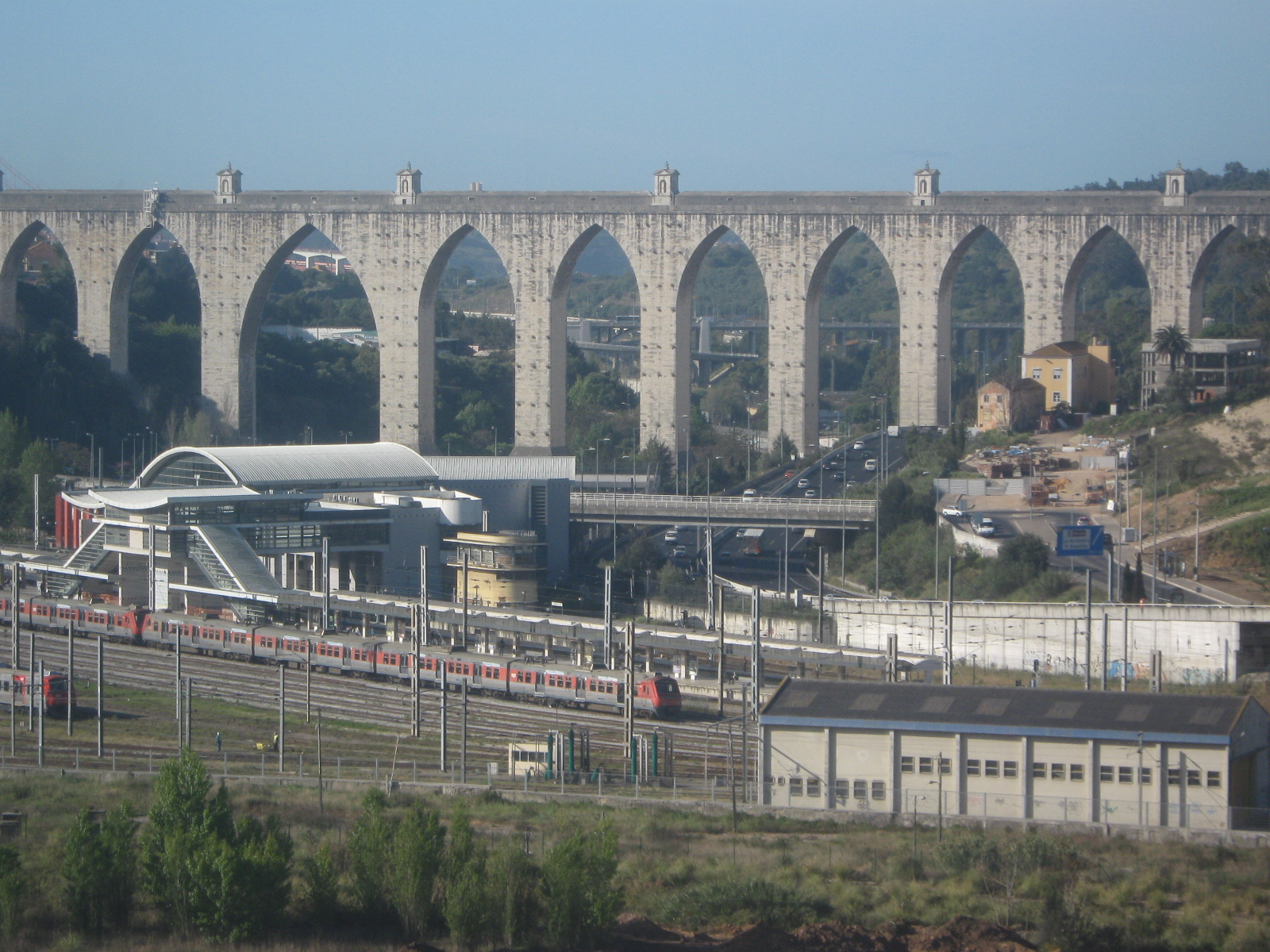
Vista geral, com o aqueduto em fundo.

O jornal Público de 30 de Novembro de 2002 noticiou que nesse fim de semana iria ser cortada a circulação dos comboios entre Campolide e Braço de Prata, para as obras de quadruplicação de via e de construção da nova estação de Roma-Areeiro, tendo sido organizado um serviço de autocarros de substituição.

Entre 2004 e 2008 o Túnel do Rossio esteve encerrado para obras de reabilitação, levando também à desativação da estação do Rossio por igual período, ficando os serviços com origem e destino em Sintra encurtados a Campolide.

## Ver também

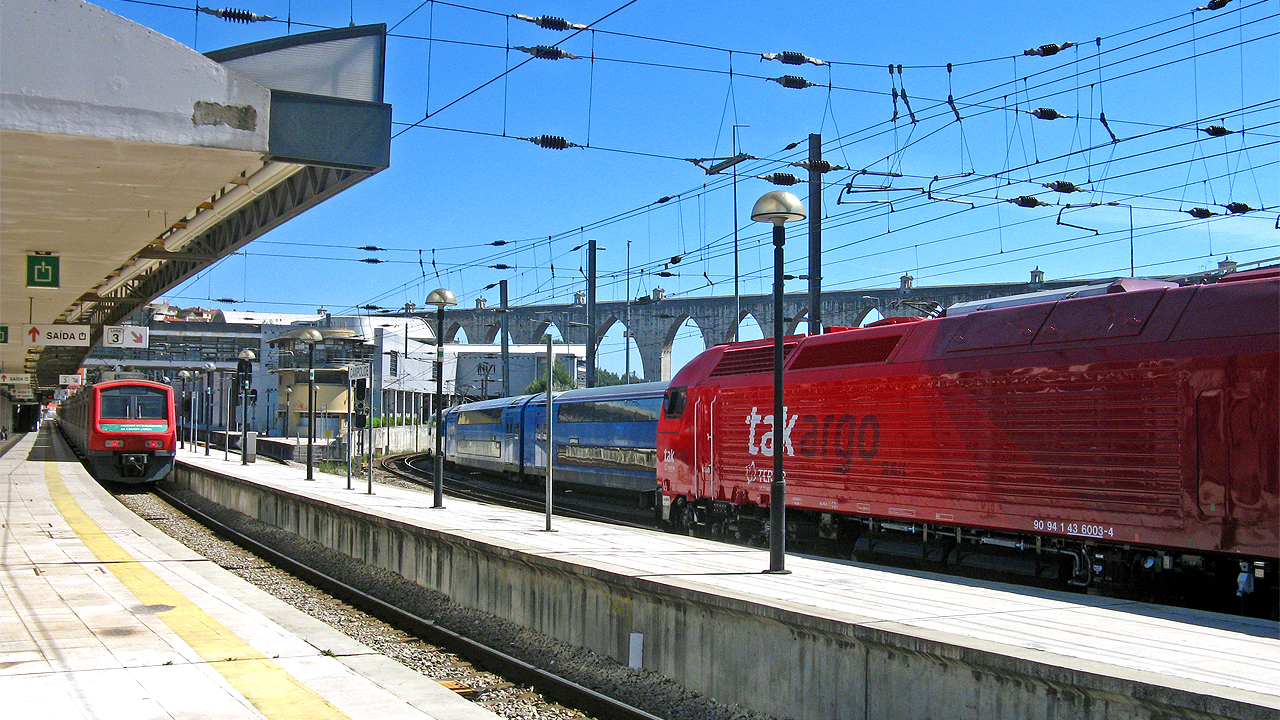
Vista para o início da Linha do Sul, à direita.